# Мегдым
(Leuciscus megadumssus leuciscus) — вид рыб семейства карповых.
Елец, Мохтик (северная рыба) — рыба семейства карповых.

## Описание
По внешности и повадкам мегдым, он же мохтик, занимает некое промежуточное положение между язём и плотвой, но по значению для местного населения ХМАО и ЯНАО — самая вкусная рыба для жарки и соления. На вид продолговатая рыбка, приплюснутая с боков, с чешуёй средних размеров. Средняя длина 10 — 20 см, вес — 80 — 120 г. В ЯНАО и ХМАО ловятся особенно крупные экземпляры — «Мохтарь» весом в 250 и даже 450 г. Цвет рыбы может быть самый разнообразный в зависимости от реки, температуры воды и др., но в основном спина тёмная с металлическим оттенком, бока ярко-серые с синеватым отливом, брюшко серебристо-белое. Плавники, спинной и хвостовой, тёмно-серые, а анальный и брюшной — жёлтые. В бывшем СССР было описано 7 видов ельца, в Сибири проживает самый многочисленный подвид — мегдым. В отличие от ельца европейского, сибирский елец очень многочисленный и часто на карте можно увидеть реки, которые названы в честь этой рыбы: Ельцовая, Ельцовка. На икромёт весной елец выходит на затопленные луга с тёплой водой и держится там многомиллионными стаями. В ХМАО и ЯНАО во время весенней и осенней миграции реки «кипят»: это поднимается на нерест или спускается мохтик.

## Обитание
Мегдым или Мохтик водится в небольших чистых северных реках, редко встречается в озёрах, которые соединяются протоками, очень редко заходит в некоторые пойменные водоёмы. Любимый грунт — твёрдый песчаник или каменистое дно.

## Размножение
Мегдым или Мохтик достигает полового созревания за два сезона, размер особи в этот период примерно 10-15 см. Нерест протекает ранней северной весной с середины марта по последние дни мая. Нерестилищем как правило служат озера в верховьях северных некрупных рек. Предпочтительный грунт для икромёта — песчано-глинистый, камни, коряги в русле реки, также икрометание происходит на затопленных весной территориях болот затопленная трава с обилием пищи. Одна самка откладывает до 16-18 тыс. икринок, икра крупная, янтарного цвета, диаметр около 1,5 мм.

## Питание
Рацион мегдыма типично речной: преобладают беспозвоночные (моллюски, личинки ручейников, черви и т. д.) Летом рацион разнообразен и может даже в большей степени состоять из надводных насекомых: кузнечиков, мошек, комаров. Рыба кормится во всей толще воды: на дне, в средних слоях, а также поднимается на поверхность рек за кормом, влекомым течением.